# Wyssloch
Wyssloch ist ein Quartier der Stadt Bern. Es gehört zu den 2011 bernweit festgelegten 114 gebräuchlichen Quartieren und liegt im Stadtteil IV Kirchenfeld-Schosshalde, dort im statistischen Bezirk Schosshalde. Es bildet eine Senke in Ost-West-Richtung und grenzt an die Quartiere Egelmoos, Schosshalde/Obstberg, Schönberg/Bitzius, Schönberg-Ost und Ostring. Jenseits der Autobahn 12 im Osten liegt das Quartier Zentrum Paul Klee.
Wyssloch wurde nach einem Bauerngut benannt, das am Ende des 18. Jahrhunderts dem «Pastetenbeck E. Wyss» gehörte. Es wurde im 19. Jahrhundert noch als «Vorderwittigkofen» und verfälschend als «Weissenloch» bezeichnet.
Im Jahr 2022 lebten im Quartier 20 Personen.
Wyssloch ist eine Brache mit drei einzelnen Gehöften.<--Ist Lokalpolitik! -> Im Gebiet Egelsee/Wyssloch soll ein Park realisiert werden – darin eingebettet ein neues Schulhaus.
Die städtische Buslinie 12 verbindet mit dem Zentrum.